# Andobana
Andobana is een geslacht van vlinders van de familie uilen (Noctuidae), uit de onderfamilie Amphipyrinae.

## Soorten
- A. duchesnei (Viette, 1960)
- A. multipunctata (Druce, 1899)